# ジェイ・リスト
有限会社ジェイ・リスト（英語: J-List）は、群馬県伊勢崎市に本社を置き、日本製品を日本国外の顧客向けにインターネット販売をする日本の企業である。おたく関連商品、漫画、アニメを集中的に扱っている。
アメリカ合衆国サンディエゴ出身のピーター・ペインがJ-POPCDの北米輸出のために1996年に創業したのが始まりであり、1990年代後半から2000年代前半にかけて、アニメ、ゲームなどと取り扱う商品の幅を拡げていく。なお、ゲーム分野については、別途JAST USAが設立されており、1998年にはジャストと提携、2009年にはニトロプラスのライセンサーになっている。
WIREDは同社を「欧米のオタクたちにとっての文化大使」と評している。1990年代後半から2000年代前半の間、欧米の愛好家が日本の漫画やフィギュアなどを入手する手段は限られており、Patrick W.Galbraithは、同社を同期時の有力なディストリビューターだったとしている。日本の同人誌文化を研究しているNele Noppeも同人誌の入手源として同社の名前を挙げているほか、コミックアートの研究者であるMatthew T.Jonesは同社が発信する日本文化に関する情報は日本製ゲームのストーリーを理解する上での参考になるとしている。